# Gaston Thorn
Gaston Edmont Thorn (3. september 1928 – 26. august 2007) var en luxembourgsk politiker, der beklædte adskillige højt profilerede poster, heriblandt premierminister i Luxembourg 1974-79, præsident for FN's generalforsamling 1975 og formand for Europa-Kommissionen 1981-85.
I sin tid som formand for Europa-Kommissionen havde han tæt kontakt til Frankrigs præsident Valéry Giscard d'Estaing, og under hans formandskab udbyggede kommissionen sin magt på bekostning af nationalregeringerne og Europaparlamentet.
Efter sin tid i Europa-Kommissionen gik Thorn ind i forretningslivet, hvor han blev generaldirektør for Luxembourgs største medieselskab Radio Luxembourg, indtil han i 2004 lod sig pensionere.